# Batolite di Chambers-Strathy

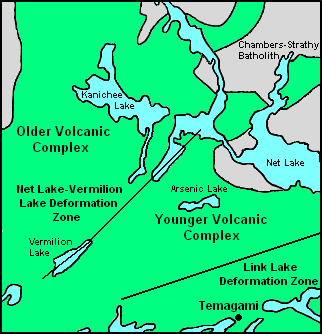
Mappa geologica della municipalità di Strathy, con alcune porzioni del batolite di Chambers–Strathy.

Il batolite di Chambers-Strathy (o batolite di Strathy-Chambers) è un esteso batolite costituito da un complesso di granitoidi che si trova nella regione di Temagami, nell'Ontario nordorientale, in Canada. La denominazione deriva dal nome delle due township (municipalità) di Chambers e Strathy presso cui è localizzato. 
La composizione delle sue rocce va dalla quarzo-monzonite di tonalità tra il rosa e il grigio, alla granodiorite e si intrude attraverso le rocce della cintura di rocce verdi di Temagami.